# ناحیه کالامو، میشیگان
ناحیه کالامو (به انگلیسی: Kalamo Township) یک منطقهٔ مسکونی در ایالات متحده آمریکا است که در شهرستان ایتون، میشیگان واقع شده‌است.
 ناحیه کالامو ۹۵٫۲ کیلومتر مربع مساحت و ۱٬۷۴۲ نفر جمعیت دارد و ۲۸۵ متر بالاتر از سطح دریا واقع شده‌است.